# Magnolia platyphylla
Magnolia platyphylla este o specie de plante din genul Magnolia, familia Magnoliaceae. A fost descrisă pentru prima dată de Elmer Drew Merrill, și a primit numele actual de la Richard B. Figlar och Hans Peter Nooteboom. Conform Catalogue of Life specia Magnolia platyphylla nu are subspecii cunoscute.